# وانگ یانگ-سای

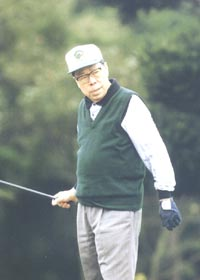
وانگ یانگ-سای کارآفرین و سرمایه دار تایوانی

وانگ یانگ-سای (انگلیسی: Wang Yung-tsai)؛ زاده ۲۴ ژانویه ۱۹۲۱ - درگذشته ۲۷ نوامبر ۲۰۱۴) کارآفرین، سرمایه‌دار و مدیر ارشد اجرایی تایوانی بود، که در سال ۱۹۵۸ با مشارکت برادرش گروه فورموسا پلاستیکس را تأسیس کرد.